# André Marinho (humorista)
André Bourguignon Marinho (Rio de Janeiro, 10 de agosto de 1994) é um comunicador, apresentador, radialista, humorista, youtuber, mestre de cerimônias e escritor brasileiro.
Aos oito anos de idade, descobriu seu talento: imitar vozes. Em 2018, durante as eleições presidenciais, inaugurou seu canal no YouTube. Seus vídeo-sketches, em que imitava os presidenciáveis ganharam destaque nacional. 
Integrou a bancada do programa Pânico da Rádio Jovem Pan de agosto de 2019 até novembro de 2021. Com um bloco exclusivo, voltado ao jornalismo humorístico, Marinho encenou diversos quadros, entrevistando pessoas na rua, imitando personalidades nacionais e internacionais, além protagonizar inúmeros debates. Além disso, comandou a cobertura oficial da Jovem Pan/Panflix durante a eleição norte-americana, no especial “Casa Branca 2020”.
André é filho do empresário Paulo Marinho, colaborador da campanha eleitoral vitoriosa do presidente Jair Bolsonaro. Fez de sua residência no bairro carioca do Jardim Botânico o QG da campanha onde foram gravados os programas eleitorais e, após a vitória nas urnas de Bolsonaro, foi realizada a primeira reunião formal de transição e composição ministerial do atual governo federal. 
André Marinho estudou Ciência Política na New York University e se formou em Direito na Damásio. Além do repertório de imitações e da experiência artística, foi o presidente-fundador da unidade carioca do LIDE Futuro, movimento empresarial jovem do Rio de Janeiro. Hoje é o apresentador do “André Marinho Show!”, seu talk-show no YouTube. Marinho lançou ainda, em setembro de 2022, o seu primeiro livro, pela editora Intrínseca, intitulado “O Brasil (Não) É Uma Piada”, onde apresentou relatos autobiográficos sobre a história democrática recente no país e de sua carreira como comunicador. 

## Biografia
André nasceu no Rio de Janeiro. É fruto do casamento de Adriana Marinho (designer de interiores e empresária) e de Paulo Marinho (empresário e político), e irmão de Giulia Be (cantora e compositora), Maria (advogada) e Danyel (empreendedor). Seu talento artístico se manifestou cedo através de imitações com um variado repertório vocal e gestual, mimetizando apresentadores de TV, políticos e celebridades brasileiras e internacionais.
Marinho cresceu na Zona Sul do Rio de Janeiro e se formou no ensino médio na Escola Britânica do Rio de Janeiro em 2012, onde obteve o certificado de conclusão do Programa de Bacharelado Internacional.
Em meados de 2014, mudou-se para Manhattan, onde cursou Ciência Política no Liberal Arts Program da Universidade de Nova York, entre agosto de 2014 e dezembro de 2015. Posteriormente, Marinho integrou o “Clube Republicano” no campus da NYU, tornando-se um dos membros da equipe de debates. Durante sua passagem por Nova York, participou de uma série de eventos políticos dentro e fora da faculdade, chegando a conhecer Jeb Bush (ex-governador da Flórida) e Rick Perry (ex-governador do Texas), além de Michael Bloomberg (ex-prefeito de Nova Iorque) e Bill Clinton (ex-presidente dos EUA).
Retornou ao Brasil em janeiro de 2016, dando sequência à sua trajetória acadêmica, estudando direito na Pontifícia Universidade Católica do Rio de Janeiro, onde permaneceu até meados de 2019, quando foi convidado para integrar a bancada do programa humorístico Pânico da Rádio Jovem Pan. Marinho então se mudou para São Paulo, onde concluiu seu curso universitário, enquanto simultaneamente participava diariamente do Pânico. Tornou-se bacharel em Direito no final de 2020 pelo Instituto Damásio de Direito da Faculdade IBMEC. Seu Trabalho de Conclusão de Curso contou com umа entrevіstа reаlіzаdа com o аtuаl senаdor e ex-presіdente dа repúblіcа, Fernаndo Collor de Mello. Atualmente, Marinho não exerce a profissão de advogado e hoje se dedica integralmente à sua carreira como comunicador.

## Carreira
Em 2016, André Marinho teve sua primeira experiência no setor público, quando trabalhou na assessoria internacional da Prefeitura do Rio de Janeiro durante o ano olímpico, no fim do segundo mandato do prefeito Eduardo Paes. A primeira vez que suas imitações atingiram repercussão na Internet foi através de um vídeo em que imitava o então prefeito eleito Marcelo Crivella discutindo os detalhes de transição de governo com o próprio Paes. 
Já em 2017, foi o mestre de cerimônias do Réveillon do Rio de Janeiro na Praia de Copacabana, ao lado do apresentador André Marques, diante de um público com mais de três milhões de pessoas. No ano de 2018, aproveitando o final das eleições presidenciais no Brasil, inaugurou seu canal no YouTube. Em janeiro de 2019, Marinho estreou como entrevistador em seu canal no YouTube. 
Em agosto de 2019, Marinho foi convidado para integrar a bancada do programa Pânico, programa humorístico da Rádio Jovem Pan, com um bloco exclusivo, voltado ao jornalismo cômico.
No ano de 2021, além da sua atuação como comunicador, Marinho se consolidou como comentarista político. No dia 11 de maio de 2021, Marinho se desentendeu e trocou socos ao vivo no programa Pânico com Tomé Abduch. Ainda em 2021, mais especificamente no dia 4 de novembro, após uma discussão ao vivo com o presidente Jair Bolsonaro, fez seu pedido de demissão da atração. 
Em 14 de setembro de 2021, Marinho foi notícia na mídia nacional por conta de um vídeo vazado pelo jornalista Ricardo Noblat, no qual aparece imitando o presidente Jair Bolsonaro em um jantar oferecido pelo empresário Naji Nahas ao ex-presidente Michel Temer. Além de Bolsonaro, o comunicador imitou Donald Trump, Ciro Gomes, Sergio Moro, João Doria, entre outras personalidades. O ex-presidente Temer também foi parodiado na ocasião. 
Como cientista político, André Marinho liderou a cobertura oficial da Jovem Pan/Panflix durante a eleição norte-americana de 2020, disputada entre o ex-presidente Donald Trump e o atual presidente Joe Biden, no especial “Casa Branca 2020”.
Em junho de 2018, André Marinho foi escolhido como presidente-fundador da unidade carioca do LIDE Futuro, movimento empresarial jovem do Rio de Janeiro, do qual se desligou em julho de 2019, antes de se mudar para São Paulo.
No ano de 2022, Marinho estreou seu talk-cast “André Marinho Show!” no YouTube, em co-produção com o canal UOL. Em setembro de 2022, lançou seu primeiro livro pela editora Intrínseca, intitulado “O Brasil (Não) É Uma Piada”. O posfácio do livro foi escrito pelo jornalista Carlos Andreazza.